# Эльденсе
«Эльденсе» (исп. CD Eldense) — испанский футбольный клуб из города Эльда, в провинции Аликанте в автономном сообществе Валенсия. Клуб основан основан в 1921 году, домашние матчи проводит на арене «Пепико Амат», которая вмещает 8000 зрителей. В Примере команда никогда не выступала, лучшим результатом является 7-е место в Сегунде в сезоне 1962/63.

## История
«Эльденсе» дебютировал в Сегунде в сезоне 1956/57, заняв 16 место во второй группе. Более успешного результата клуб добился в следующем сезоне, оказавшись по его окончании на 8 строчке турнирной таблицы. Однако в следующем по счёту сезоне «Эльденсе» финишировал на последнем месте и вылетел в более низкую лигу. Возвращение в Сегунду состоялось в сезоне 1962/63, в котором команда заняла 7 место. По итогам следующего розыгрыша турнира клуб вылетел в Терсеру. В конце 1980-х годов «Эльденсе» выступал в Сегунде B, но выше пятого места не поднимался.

## Сезоны по дивизионам
- Сегунда — 5 сезонов
- Сегунда B — 11 сезонов
- Терсера — 55 сезонов
- Региональные лиги — 3 сезона